# Football Club Flora 2015
Questa voce raccoglie le informazioni riguardanti il Football Club Flora Tallinn nelle competizioni ufficiali della stagione 2015.

## Stagione
- In campionato la società termina al primo posto e vince per la 10ª volta la Meistriliiga.
- In coppa nazionale vince per la 7ª volta il titolo, battendo in finale 3-0 (ai tempi supplementari) il Kalev Sillamäe.
- In Europa League viene eliminata al primo turno dai macedoni del Rabotnički.

## Maglie e sponsor
La divisa casalinga era composta da una maglia verde con una striscia verticale bianca a destra e un'altra striscia bianca sulla manica sinistra, pantaloncini bianchi e calzettoni verdi con rifiniture bianche. Quella da trasferta era invece composta da una maglia bianca con colletto nero, pantaloncini neri e calzettoni bianchi con rifiniture nere.
| Casa | Trasferta |

## Rosa
| N. |                    | Ruolo | Calciatore       |
| -- | ------------------ | ----- | ---------------- |
| 1  | Estonia (bandiera) | P     | Magnus Karofeld  |
| 4  | Estonia (bandiera) | D     | Kevin Aloe       |
| 5  | Estonia (bandiera) | D     | Janar Õunap      |
| 7  | Estonia (bandiera) | C     | Andre Frolov     |
| 8  | Russia (bandiera)  | A     | Irakli Logua     |
| 9  | Estonia (bandiera) | A     | Rauno Alliku     |
| 10 | Estonia (bandiera) | C     | Brent Lepistu    |
| 11 | Estonia (bandiera) | A     | Rauno Sappinen   |
| 16 | Estonia (bandiera) | D     | Markus Jürgenson |
| 17 | Estonia (bandiera) | C     | Roman Sobtšenko  |
| 19 | Estonia (bandiera) | D     | Gert Kams        |
| 20 | Estonia (bandiera) | A     | Maksim Gussev    |

| N. |                    | Ruolo | Calciatore            |
| -- | ------------------ | ----- | --------------------- |
| 21 | Estonia (bandiera) | A     | Madis Vihmann         |
| 22 | Estonia (bandiera) | D     | Nikita Baranov        |
| 23 | Estonia (bandiera) | C     | German Šlein          |
| 27 | Estonia (bandiera) | A     | Joseph Saliste        |
| 31 | Estonia (bandiera) | A     | Joonas Tamm           |
| 33 | Estonia (bandiera) | P     | Richard Aland         |
| 49 | Georgia (bandiera) | C     | Zakaria Beglarishvili |
| 57 | Estonia (bandiera) | C     | Mihkel Ainsalu        |
| 72 | Estonia (bandiera) | C     | Herol Riiberg         |
| 73 | Estonia (bandiera) | P     | Mait Toom             |
| 99 | Estonia (bandiera) | A     | Albert Prosa          |